# Torneos ATP en 1997
Aquí se reflejan todos los torneos de la ATP disputados durante la temporada tenística de 1997. Aparecen ordenados según su categoría, y en orden de disputa, figurando a su vez el tenista ganador del torneo y el progreso de los jugadores en cada torneo a partir de los cuartos de final. Además se indica para cada torneo el importe económico para premios, la superficie en la que se juega y el número de tenistas participantes.

## Calendario

### Claves
| Grand Slam                  |
| Copa Masters                |
| Masters Series              |
| Eventos por equipos         |
| ATP International Serie Oro |
| Series Mundiales            |

### Enero
| Semana                   | Torneo                                                                              | Campeones                                         | Finalistas                           | Semifinalistas                                      | Cuartos de final                                            |
| ------------------------ | ----------------------------------------------------------------------------------- | ------------------------------------------------- | ------------------------------------ | --------------------------------------------------- | ----------------------------------------------------------- |
| 30 de diciembre de 1996  | Copa Hopman Perth, Australia Eventos por equipos Dura – 1 000 000$ – 8 equipos (RR) | Estados Unidos 2–1                                | Sudáfrica                            | Ronda Robin (Grupo A) Croacia · Francia · Australia | Ronda Robin (Grupo B) Suiza · Rumania · Alemania            |
| 30 de diciembre de 1996  | Adelaide International Adelaida, Australia Series Mundiales 303 000$ Dura           | Todd Woodbridge 6–2, 6–1                          | Scott Draper                         | Mikael Tillström Jeff Tarango                       | Andrei Cherkasov Alex O'Brien Jonas Björkman Karol Kučera   |
| 30 de diciembre de 1996  | Adelaide International Adelaida, Australia Series Mundiales 303 000$ Dura           | Patrick Rafter Bryan Shelton 6–4, 1–6, 6–3        | Todd Woodbridge Mark Woodforde       | Mikael Tillström Jeff Tarango                       | Andrei Cherkasov Alex O'Brien Jonas Björkman Karol Kučera   |
| 30 de diciembre de 1996  | Qatar Open Doha, Catar International Series 600 000$ Dura                           | Jim Courier 7–5, 6–7(5–7), 6–2                    | Tim Henman                           | Sergi Bruguera Hicham Arazi                         | Thomas Muster Petr Korda Magnus Gustafsson Magnus Larsson   |
| 30 de diciembre de 1996  | Qatar Open Doha, Catar International Series 600 000$ Dura                           | Jacco Eltingh Paul Haarhuis 6–3, 6–2              | Patrik Fredriksson Magnus Norman     | Sergi Bruguera Hicham Arazi                         | Thomas Muster Petr Korda Magnus Gustafsson Magnus Larsson   |
| 6 de enero               | BellSouth Open Auckland, Nueva Zelanda Series Mundiales 303 000$ Dura               | Jonas Björkman 7–6(7–0), 6–0                      | Kenneth Carlsen                      | Marcos Ondruska Jiří Novák                          | Marcelo Ríos Jan-Michael Gambill Hernán Gumy Alex Rădulescu |
| 6 de enero               | BellSouth Open Auckland, Nueva Zelanda Series Mundiales 303 000$ Dura               | Ellis Ferreira Patrick Galbraith 6–4, 4–6, 7–6    | Rick Leach Jonathan Stark            | Marcos Ondruska Jiří Novák                          | Marcelo Ríos Jan-Michael Gambill Hernán Gumy Alex Rădulescu |
| 6 de enero               | Adidas International Sídney, Australia Series Mundiales 303 000$ Dura               | Tim Henman 6–3, 6–1                               | Carlos Moyá                          | Goran Ivanišević Albert Costa                       | Sandon Stolle Alex O'Brien Byron Black Patrick Rafter       |
| 6 de enero               | Adidas International Sídney, Australia Series Mundiales 303 000$ Dura               | Luis Lobo Javier Sánchez Vicario 6–4, 6–7, 6–3    | Paul Haarhuis Jan Siemerink          | Goran Ivanišević Albert Costa                       | Sandon Stolle Alex O'Brien Byron Black Patrick Rafter       |
| 13 de enero 2 de febrero | Abierto de Australia Melbourne, Australia Grand Slam 3 538 866$ Dura                | Pete Sampras 6–2, 6–3, 6–3                        | Carlos Moyá                          | Thomas Muster Michael Chang                         | Albert Costa Goran Ivanišević Félix Mantilla Marcelo Ríos   |
| 13 de enero 2 de febrero | Abierto de Australia Melbourne, Australia Grand Slam 3 538 866$ Dura                | Todd Woodbridge Mark Woodforde 4–6, 7–5, 7–5, 6–3 | Sébastien Lareau Alex O'Brien        | Thomas Muster Michael Chang                         | Albert Costa Goran Ivanišević Félix Mantilla Marcelo Ríos   |
| 13 de enero 2 de febrero | Abierto de Australia Melbourne, Australia Grand Slam 3 538 866$ Dura                | Rick Leach Manon Bollegraf 6–3, 6–7(5–7), 7–5     | John-Laffnie de Jager Larisa Neiland | Thomas Muster Michael Chang                         | Albert Costa Goran Ivanišević Félix Mantilla Marcelo Ríos   |
| 27 de enero              | Torneo de Zagreb Split, Croacia Series Mundiales ATP 375 000$ Moqueta               | Goran Ivanišević 7–6(7–4), 4–6, 7–6(8–6)          | Greg Rusedski                        | Javier Sánchez Vicario Thomas Enqvist               | Alex Rădulescu Gastón Etlis Martin Damm Hicham Arazi        |
| 27 de enero              | Torneo de Zagreb Split, Croacia Series Mundiales ATP 375 000$ Moqueta               | Saša Hiršzon Goran Ivanišević 6–4, 6–3            | Brent Haygarth Mark Keil             | Javier Sánchez Vicario Thomas Enqvist               | Alex Rădulescu Gastón Etlis Martin Damm Hicham Arazi        |
| 27 de enero              | Abierto Heineken de Shanghai Shanghái, China Series Mundiales ATP 315 000$ Dura     | Ján Krošlák 6–2, 7–6(7–2)                         | Alexander Volkov                     | Brett Steven Leander Paes                           | Doug Flach Gérard Solvès Jeff Tarango Jérôme Golmard        |
| 27 de enero              | Abierto Heineken de Shanghai Shanghái, China Series Mundiales ATP 315 000$ Dura     | Max Mirnyi Kevin Ullyett 7–6, 6–7, 7–5            | Tomas Nydahl Stefano Pescosolido     | Brett Steven Leander Paes                           | Doug Flach Gérard Solvès Jeff Tarango Jérôme Golmard        |

### Febrero
| Semana        | Torneo | Campeones | Finalistas                                                                                      | Semifinalistas                 | Cuartos de final                                              |
| ------------- | --- | --- | ----------------------------------------------------------------------------------------------- | ------------------------------ | ------------------------------------------------------------- |
| 3 de febrero  | Davis Cup Primera ronda Ribeirão Preto, Brasil – Tierra batida Bucarest, Rumanía – Dura (i) Sídney, Australia – Hierba Příbram, Czech Republic – Tierra batida (i) Roma, Italia – Tierra batida Mallorca, España – Tierra batida Durban, Sudáfrica – Dura Luleå, Suecia– Dura (i) | Ganadores Primera ronda Estados Unidos 4–1 · Países Bajos 3–2 · Australia 4–1 · República Checa 3–2 · Italia 4–1 · España 4–1 · Sudáfrica 3–1 · Suecia 4–1 | Perdedores Primera ronda Brasil · Rumania · Francia · India · México · Alemania · Rusia · Suiza |                                |                                                               |
| 10 de febrero | Abierto de Marsella Marsella, Francia Series Mundiales ATP 514 250$ Dura | Thomas Enqvist 6–4, 1–0 retired | Marcelo Ríos                                                                                    | Sergi Bruguera Fabrice Santoro | Magnus Larsson Andrei Chesnokov Marc Rosset Hendrik Dreekmann |
| 10 de febrero | Abierto de Marsella Marsella, Francia Series Mundiales ATP 514 250$ Dura | Thomas Enqvist Magnus Larsson 6–3, 6–4 | Olivier Delaître Fabrice Santoro                                                                | Sergi Bruguera Fabrice Santoro | Magnus Larsson Andrei Chesnokov Marc Rosset Hendrik Dreekmann |
| 10 de febrero | rowspan=2\| Torneo de Dubái Dubái, Emiratos Árabes Unidos Series Mundiales ATP 1 014 250$ Dura | Thomas Muster 7–5, 7–6(7–3) | Goran Ivanišević                                                                                | Jiří Novák Jim Courier         | Boris Becker Richard Krajicek Wayne Ferreira Christian Ruud   |
| 10 de febrero | rowspan=2\| Torneo de Dubái Dubái, Emiratos Árabes Unidos Series Mundiales ATP 1 014 250$ Dura | Sander Groen Goran Ivanišević 7–6, 6–3 | Sandon Stolle Cyril Suk                                                                         | Jiří Novák Jim Courier         | Boris Becker Richard Krajicek Wayne Ferreira Christian Ruud   |
| 10 de febrero | Sybase Open San José, EE-UU. Series Mundiales ATP 303 000$ Dura | Pete Sampras 3–6, 5–0 retiro | Greg Rusedski                                                                                   | Todd Martin Andre Agassi       | Chris Woodruff Richey Reneberg Grant Doyle Michael Chang      |
| 10 de febrero | Sybase Open San José, EE-UU. Series Mundiales ATP 303 000$ Dura | Brian MacPhie Gary Muller 4–6, 7–6, 7–5 | Mark Knowles Daniel Nestor                                                                      | Todd Martin Andre Agassi       | Chris Woodruff Richey Reneberg Grant Doyle Michael Chang      |
| 17 de febrero | Campeonato de la Comunidad Europea Antwerp, Bélgica Championship Series 875 000$ Dura | Marc Rosset 6–2, 7–5, 6–4 | Tim Henman                                                                                      | Petr Korda Marc-Kevin Goellner | Filip Dewulf Dick Norman Francisco Clavet Martin Damm         |
| 17 de febrero | Campeonato de la Comunidad Europea Antwerp, Bélgica Championship Series 875 000$ Dura | David Adams Olivier Delaître 3–6, 6–2, 6–1 | Sandon Stolle Cyril Suk                                                                         | Petr Korda Marc-Kevin Goellner | Filip Dewulf Dick Norman Francisco Clavet Martin Damm         |
| 17 de febrero | Kroger St. Jude International Memphis, Tennessee, USA Series Mundiales 700 000$ Dura | Michael Chang 6–3, 6–4 | Todd Woodbridge                                                                                 | Todd Martin Jonas Björkman     | Richey Reneberg Brett Steven Paul Haarhuis Jeff Tarango       |
| 17 de febrero | Kroger St. Jude International Memphis, Tennessee, USA Series Mundiales 700 000$ Dura | Ellis Ferreira Patrick Galbraith 6–2, 6–3 | Rick Leach Jonathan Stark                                                                       | Todd Martin Jonas Björkman     | Richey Reneberg Brett Steven Paul Haarhuis Jeff Tarango       |
| 24 de febrero | Italian Indoor Milán, Italia Series Mundiales 689 250$ Moqueta | Goran Ivanišević 6–2, 6–2 | Sergi Bruguera                                                                                  | David Prinosil Nicolas Kiefer  | Daniel Vacek Petr Korda Karol Kučera Arnaud Boetsch           |
| 24 de febrero | Italian Indoor Milán, Italia Series Mundiales 689 250$ Moqueta | Pablo Albano Peter Nyborg 6–4, 7–6 | David Adams Andrei Olhovskiy                                                                    | David Prinosil Nicolas Kiefer  | Daniel Vacek Petr Korda Karol Kučera Arnaud Boetsch           |
| 24 de febrero | Advanta Championships Filadelfia, EE. UU. Series Mundiales 589 250$ Dura | Pete Sampras 5–7, 7–6(7–4), 6–3 | Patrick Rafter                                                                                  | Sjeng Schalken Grant Stafford  | Doug Flach Jonathan Stark Byron Black Sandon Stolle           |
| 24 de febrero | Advanta Championships Filadelfia, EE. UU. Series Mundiales 589 250$ Dura | Sébastien Lareau Alex O'Brien 6–3, 6–3 | Ellis Ferreira Patrick Galbraith                                                                | Sjeng Schalken Grant Stafford  | Doug Flach Jonathan Stark Byron Black Sandon Stolle           |

### Marzo
| Semana      | Torneo | Campeones                                                                               | Finalistas                                                                      | Semifinalistas                  | Cuartos de final                                                          |
| ----------- | --- | --------------------------------------------------------------------------------------- | ------------------------------------------------------------------------------- | ------------------------------- | ------------------------------------------------------------------------- |
| 3 de marzo  | Franklin Templeton Classic Scottsdale, Estados Unidos Series Mundiales ATP $303 000 Dura                                                                | Mark Philippoussis 6–4, 7–6(7–4)                                                        | Richey Reneberg                                                                 | Chris Woodruff Jonas Björkman   | Byron Black Carlos Moyá Albert Costa Jérôme Golmard                       |
| 3 de marzo  | Franklin Templeton Classic Scottsdale, Estados Unidos Series Mundiales ATP $303 000 Dura                                                                | Luis Lobo Javier Sánchez Vicario 6–3, 6–3                                               | Jonas Björkman Rick Leach                                                       | Chris Woodruff Jonas Björkman   | Byron Black Carlos Moyá Albert Costa Jérôme Golmard                       |
| 3 de marzo  | Torneo ABN AMRO Torneo de Róterdam Róterdam, Países Bajos ATP Championship Series Moqueta – $725 000                                                    | Richard Krajicek 7–6(7–4), 7–6(7–5)                                                     | Daniel Vacek                                                                    | Goran Ivanišević Thomas Enqvist | Petr Korda Renzo Furlan Alex Rădulescu Michael Stich                      |
| 3 de marzo  | Torneo ABN AMRO Torneo de Róterdam Róterdam, Países Bajos ATP Championship Series Moqueta – $725 000                                                    | Jacco Eltingh Paul Haarhuis 7–6, 6–4                                                    | Libor Pimek Byron Talbot                                                        | Goran Ivanišević Thomas Enqvist | Petr Korda Renzo Furlan Alex Rădulescu Michael Stich                      |
| 10 de marzo | Newsweek Champions Cup Indian Wells, Estados Unidos ATP Super 9 $2 050 000 Dura                                                                         | Michael Chang 4–6, 6–3, 6–4, 6–3                                                        | Bohdan Ulihrach                                                                 | Jonas Björkman Thomas Muster    | Byron Black Alberto Berasategui Cédric Pioline Mark Philippoussis         |
| 10 de marzo | Newsweek Champions Cup Indian Wells, Estados Unidos ATP Super 9 $2 050 000 Dura                                                                         | Mark Knowles Daniel Nestor 7–5, 6–4                                                     | Mark Philippoussis Patrick Rafter                                               | Jonas Björkman Thomas Muster    | Byron Black Alberto Berasategui Cédric Pioline Mark Philippoussis         |
| 10 de marzo | Torneo de Copenhague Copenhague Series Mundiales ATP Dura (i) – $203 000                                                                                | Thomas Johansson 6–4, 3–6, 6–2                                                          | Martin Damm                                                                     | Lars Burgsmüller Karol Kučera   | Tomás Carbonell Ján Krošlák Guillaume Raoux Frederik Fetterlein           |
| 10 de marzo | Torneo de Copenhague Copenhague Series Mundiales ATP Dura (i) – $203 000                                                                                | Andrei Olhovskiy Brett Steven 6–4, 6–2                                                  | Kenneth Carlsen Frederik Fetterlein                                             | Lars Burgsmüller Karol Kučera   | Tomás Carbonell Ján Krošlák Guillaume Raoux Frederik Fetterlein           |
| 17 de marzo | Lipton Championships Cayo Vizcaíno, Estados Unidos ATP Super 9 $2 450 000 Dura                                                                          | Thomas Muster 7–6(8–6), 6–3, 6–1                                                        | Sergi Bruguera                                                                  | Pete Sampras Jim Courier        | Hendrik Dreekmann Andrei Medvédev Goran Ivanišević Jonas Björkman         |
| 17 de marzo | Lipton Championships Cayo Vizcaíno, Estados Unidos ATP Super 9 $2 450 000 Dura                                                                          | Todd Woodbridge Mark Woodforde 7–6, 7–6                                                 | Mark Knowles Daniel Nestor                                                      | Pete Sampras Jim Courier        | Hendrik Dreekmann Andrei Medvédev Goran Ivanišević Jonas Björkman         |
| 17 de marzo | Torneo de San Petersburgo San Petersburgo, Rusia Series Mundiales ATP Moqueta – $300 000                                                                | Thomas Johansson 6–3, 6–4                                                               | Renzo Furlan                                                                    | Michael Stich Ján Krošlák       | Kenneth Carlsen Olivier Delaître Magnus Norman Arnaud Clément             |
| 17 de marzo | Torneo de San Petersburgo San Petersburgo, Rusia Series Mundiales ATP Moqueta – $300 000                                                                | Andrei Olhovskiy Brett Steven 6–4, 6–3                                                  | David Prinosil Daniel Vacek                                                     | Michael Stich Ján Krošlák       | Kenneth Carlsen Olivier Delaître Magnus Norman Arnaud Clément             |
| 24 de marzo | Gran Premio Hassan II Casablanca, Marruecos Series Mundiales ATP $210 000 Tierra Batida                                                                 | Hicham Arazi 3–6, 6–1, 6–2                                                              | Franco Squillari                                                                | Karim Alami Gilbert Schaller    | Fernando Vicente Younes El Aynaoui Tomás Carbonell Emilio Benfele Álvarez |
| 24 de marzo | Gran Premio Hassan II Casablanca, Marruecos Series Mundiales ATP $210 000 Tierra Batida                                                                 | João Cunha-Silva Nuno Marques 7–6, 6–2                                                  | Karim Alami Hicham Arazi                                                        | Karim Alami Gilbert Schaller    | Fernando Vicente Younes El Aynaoui Tomás Carbonell Emilio Benfele Álvarez |
| 31 de marzo | Cuartos de Copa Davis Newport Beach (California), EE. UU.– Dura Adelaida, Australia – hierba Pesaro, Italia – Tierra batida (i) Växjö, Suecia – moqueta | Ganadores cuartos de final Estados Unidos 4–1 · Australia 5–0 · Italia 4–1 · Suecia 3–2 | Perdedores Cuartos de final Países Bajos · República Checa · España · Sudáfrica |                                 |                                                                           |

### Abril
| Semana      | Torneo                                                                                                  | Campeones                                  | Finalistas                       | Semifinalistas                         | Cuartos de final                                                 |
| ----------- | --- | ------------------------------------------ | -------------------------------- | -------------------------------------- | ---------------------------------------------------------------- |
| 7 de abril  | Gold Flake Open Chennai, India Series Mundiales ATP Dura – $405 000                                     | Mikael Tillström 6–4, 4–6, 7–5             | Alex Rădulescu                   | Andrei Pavel Gérard Solvès             | Magnus Norman Jonathan Stark MaliVai Washington Rainer Schüttler |
| 7 de abril  | Gold Flake Open Chennai, India Series Mundiales ATP Dura – $405 000                                     | Mahesh Bhupathi Leander Paes 7–6, 7–5      | Oleg Ogorodov Eyal Ran           | Andrei Pavel Gérard Solvès             | Magnus Norman Jonathan Stark MaliVai Washington Rainer Schüttler |
| 7 de abril  | Torneo de Estoril Estoril, Portugal Series Mundiales ATP $600 000 Tierra Batida                         | Àlex Corretja 6–3, 7–5                     | Francisco Clavet                 | Javier Sánchez Vicario Félix Mantilla  | Gilbert Schaller Fabrice Santoro Alberto Berasategui Carlos Moyá |
| 7 de abril  | Torneo de Estoril Estoril, Portugal Series Mundiales ATP $600 000 Tierra Batida                         | Gustavo Kuerten Fernando Meligeni 6–2, 6–2 | Andrea Gaudenzi Filippo Messori  | Javier Sánchez Vicario Félix Mantilla  | Gilbert Schaller Fabrice Santoro Alberto Berasategui Carlos Moyá |
| 7 de abril  | Salem Open Hong Kong, China Series Mundiales ATP $303 000 Dura                                          | Michael Chang 6–3, 6–3                     | Patrick Rafter                   | Thomas Johansson Brian MacPhie         | David Prinosil Justin Gimelstob Todd Woodbridge Sébastien Lareau |
| 7 de abril  | Salem Open Hong Kong, China Series Mundiales ATP $303 000 Dura                                          | ' Martin Damm Daniel Vacek 6–3, 6–4        | Karsten Braasch Jeff Tarango     | Thomas Johansson Brian MacPhie         | David Prinosil Justin Gimelstob Todd Woodbridge Sébastien Lareau |
| 14 de abril | Abierto de Japón Tokio, Japón ATP Championship Series $935 000 Dura                                     | Richard Krajicek 6–2, 3–6, 6–1             | Lionel Roux                      | Patrick Rafter Thomas Johansson        | David Prinosil Todd Woodbridge Mark Woodforde Martin Damm        |
| 14 de abril | Abierto de Japón Tokio, Japón ATP Championship Series $935 000 Dura                                     | Martin Damm Daniel Vacek 2–6, 6–2, 7–6     | Justin Gimelstob Patrick Rafter  | Patrick Rafter Thomas Johansson        | David Prinosil Todd Woodbridge Mark Woodforde Martin Damm        |
| 14 de abril | Open Seat Godó Barcelona, España ATP Championship Series $825 000 Tierra Batida                         | Albert Costa 7–5, 6–4, 6–4                 | Albert Portas                    | Carlos Moyá Alberto Berasategui        | Cédric Pioline Andrei Medvédev Karim Alami Fernando Meligeni     |
| 14 de abril | Open Seat Godó Barcelona, España ATP Championship Series $825 000 Tierra Batida                         | Alberto Berasategui Jordi Burillo 6–3, 7–5 | Pablo Albano Àlex Corretja       | Carlos Moyá Alberto Berasategui        | Cédric Pioline Andrei Medvédev Karim Alami Fernando Meligeni     |
| 21 de abril | Abierto de Monte Carlo Monte Carlo, Mónaco ATP Super 9 $2 050 000 Tierra Batida                         | Michael Chang 4–6, 6–2, 6–1                | Grant Stafford                   | Jason Stoltenberg Chris Woodruff       | Byron Black Marcelo Filippini Alex O'Brien Fernando Meligeni     |
| 21 de abril | Abierto de Monte Carlo Monte Carlo, Mónaco ATP Super 9 $2 050 000 Tierra Batida                         | Mark Merklein Vincent Spadea 6–4, 4–6, 6–4 | Alex O'Brien Jeff Salzenstein    | Jason Stoltenberg Chris Woodruff       | Byron Black Marcelo Filippini Alex O'Brien Fernando Meligeni     |
| 21 de abril | U.S. Men's Clay Court Championships Orlando, Estados Unidos Series Mundiales ATP $264 250 Tierra Batida | Jim Courier 7–5, 3–6, 7–5                  | Michael Chang                    | Mikael Tillström Andrei Pavel          | Márcio Carlsson Andrew Ilie Marcello Craca Álex Calatrava        |
| 21 de abril | U.S. Men's Clay Court Championships Orlando, Estados Unidos Series Mundiales ATP $264 250 Tierra Batida | Grant Stafford Kevin Ullyett 4–6, 6–4, 7–5 | Michael Tebbutt Mikael Tillström | Mikael Tillström Andrei Pavel          | Márcio Carlsson Andrew Ilie Marcello Craca Álex Calatrava        |
| 28 de abril | BMW Open Múnich, Alemania Series Mundiales ATP Tierra Batida – $400 000                                 | Mark Philippoussis 7–6(7–3), 1–6, 6–4      | Àlex Corretja                    | Slava Doseděl Marc Rosset              | Andrea Gaudenzi Frederik Fetterlein Martin Sinner Carlos Moyá    |
| 28 de abril | BMW Open Múnich, Alemania Series Mundiales ATP Tierra Batida – $400 000                                 | Pablo Albano Àlex Corretja 3–6, 7–5, 6–2   | Karsten Braasch Jens Knippschild | Slava Doseděl Marc Rosset              | Andrea Gaudenzi Frederik Fetterlein Martin Sinner Carlos Moyá    |
| 28 de abril | AT&T Challenge Atlanta, EE. UU. Series Mundiales ATP Tierra batida – $303 000                           | Marcelo Filippini 7–6(7–2), 6–4            | Jason Stoltenberg                | Magnus Norman Chris Woodruff           | Fernando Meligeni Petr Korda Gilbert Schaller Sandon Stolle      |
| 28 de abril | AT&T Challenge Atlanta, EE. UU. Series Mundiales ATP Tierra batida – $303 000                           | Jonas Björkman Nicklas Kulti 6–2, 7–6      | Scott Davis Kelly Jones          | Magnus Norman Chris Woodruff           | Fernando Meligeni Petr Korda Gilbert Schaller Sandon Stolle      |
| 28 de abril | Paegas Czech Open Praga, República Checa Series Mundiales ATP Tierra Batida – $340 000                  | Cédric Pioline 6–2, 5–7, 7–6(7–4)          | Bohdan Ulihrach                  | Emilio Benfele Álvarez Fabrice Santoro | Marcello Craca Richard Fromberg Albert Portas Marcelo Ríos       |
| 28 de abril | Paegas Czech Open Praga, República Checa Series Mundiales ATP Tierra Batida – $340 000                  | Mahesh Bhupathi Leander Paes 6–1, 6–1      | Petr Luxa David Škoch            | Emilio Benfele Álvarez Fabrice Santoro | Marcello Craca Richard Fromberg Albert Portas Marcelo Ríos       |

### Mayo
| Semana                | Torneo | Campeones                                     | Finalistas                     | Semifinalistas                       | Cuartos de final                                             |
| --------------------- | --- | --------------------------------------------- | ------------------------------ | ------------------------------------ | ------------------------------------------------------------ |
| 5 de mayo             | ATP German Open Hamburgo, Alemania ATP Super 9 Tierra batida – $2 050 000                                         | Andrei Medvedev 6–0, 6–4, 6–2                 | Félix Mantilla                 | Tommy Haas Yevgeny Kafelnikov        | Hicham Arazi Alberto Berasategui Sergi Bruguera Albert Costa |
| 5 de mayo             | ATP German Open Hamburgo, Alemania ATP Super 9 Tierra batida – $2 050 000                                         | Luis Lobo Javier Sánchez Vicario 6–3, 7–6     | Neil Broad Piet Norval         | Tommy Haas Yevgeny Kafelnikov        | Hicham Arazi Alberto Berasategui Sergi Bruguera Albert Costa |
| 5 de mayo             | International Tennis Championships Coral Springs, EE. UU. Series Mundiales ATP Tierra batida – $245 000 – 32S/16D | Jason Stoltenberg 6–0, 2–6, 7–5               | Jonas Björkman                 | Steve Campbell Johan Van Herck       | Juan Albert Viloca Sargis Sargsian David Witt Mark Woodforde |
| 5 de mayo             | International Tennis Championships Coral Springs, EE. UU. Series Mundiales ATP Tierra batida – $245 000 – 32S/16D | Dave Randall Greg Van Emburgh 6–7, 6–2, 7–6   | Luke Jensen Murphy Jensen      | Steve Campbell Johan Van Herck       | Juan Albert Viloca Sargis Sargsian David Witt Mark Woodforde |
| 12 de mayo            | Abierto de Italia Roma, Italia ATP Super 9 $2 200 000 Tierra Batida                                               | Àlex Corretja 7–5, 7–5, 6–3                   | Marcelo Ríos                   | Alberto Berasategui Goran Ivanišević | Jim Courier Marc-Kevin Goellner Scott Draper Karim Alami     |
| 12 de mayo            | Abierto de Italia Roma, Italia ATP Super 9 $2 200 000 Tierra Batida                                               | Mark Knowles Daniel Nestor 6–3, 4–6, 7–5      | Byron Black Alex O'Brien       | Alberto Berasategui Goran Ivanišević | Jim Courier Marc-Kevin Goellner Scott Draper Karim Alami     |
| 17 de mayo            | Copa Mundial por Equipos Düsseldorf, Alemania – Tierra batida                                                     | España · 3–0                                  | Australia                      |                                      |                                                              |
| 17 de mayo            | Gran Premio Internacional Raiffeisen Sankt Pölten, Austria Series Mundiales ATP Tierra Batida – $400 000          | Marcelo Filippini 7–6(7–2), 6–2               | Patrick Rafter                 | Magnus Norman Dominik Hrbatý         | Thomas Muster Sjeng Schalken Tomas Nydahl Karim Alami        |
| 17 de mayo            | Gran Premio Internacional Raiffeisen Sankt Pölten, Austria Series Mundiales ATP Tierra Batida – $400 000          | Kyle Jones Scott Melville 6–2, 7–6            | Luke Jensen Murphy Jensen      | Magnus Norman Dominik Hrbatý         | Thomas Muster Sjeng Schalken Tomas Nydahl Karim Alami        |
| 26 de mayo 8 de junio | Roland Garros París, Francia Grand Slam $5 544 184 Tierra Batida                                                  | Gustavo Kuerten 6–3, 6–4, 6–2                 | Sergi Bruguera                 | Filip Dewulf Patrick Rafter          | Magnus Norman Yevgeny Kafelnikov Galo Blanco Hicham Arazi    |
| 26 de mayo 8 de junio | Roland Garros París, Francia Grand Slam $5 544 184 Tierra Batida                                                  | Yevgeny Kafelnikov Daniel Vacek 7–6, 4–6, 6–3 | Todd Woodbridge Mark Woodforde | Filip Dewulf Patrick Rafter          | Magnus Norman Yevgeny Kafelnikov Galo Blanco Hicham Arazi    |
| 26 de mayo 8 de junio | Roland Garros París, Francia Grand Slam $5 544 184 Tierra Batida                                                  | Mahesh Bhupathi Rika Hiraki 6–4, 6–1          | Patrick Galbraith Lisa Raymond | Filip Dewulf Patrick Rafter          | Magnus Norman Yevgeny Kafelnikov Galo Blanco Hicham Arazi    |

### Junio
| Semana                 | Torneo                                                                                          | Campeones                                                   | Finalistas                        | Semifinalistas                | Cuartos de final                                                  |
| ---------------------- | ----------------------------------------------------------------------------------------------- | ----------------------------------------------------------- | --------------------------------- | ----------------------------- | ----------------------------------------------------------------- |
| 9 de junio             | Abierto Gerry Weber Halle, Alemania Series Mundiales ATP $875 000 Hierba                        | Yevgeny Kafelnikov 7–6(7–2), 6–7(5–7), 7–6(9–7)             | Petr Korda                        | Boris Becker Paul Haarhuis    | Michael Stich Jeff Tarango Richey Reneberg Thomas Muster          |
| 9 de junio             | Abierto Gerry Weber Halle, Alemania Series Mundiales ATP $875 000 Hierba                        | Karsten Braasch Michael Stich 7–6, 6–3                      | David Adams Marius Barnard        | Boris Becker Paul Haarhuis    | Michael Stich Jeff Tarango Richey Reneberg Thomas Muster          |
| 9 de junio             | Torneo Stella Artois de Queen's Club Londres, Gran Bretaña Series Mundiales ATP $675 000 Hierba | Mark Philippoussis 7–5, 6–3                                 | Goran Ivanišević                  | Jonas Björkman Greg Rusedski  | Pete Sampras Jens Knippschild Jérôme Golmard Patrick Rafter       |
| 9 de junio             | Torneo Stella Artois de Queen's Club Londres, Gran Bretaña Series Mundiales ATP $675 000 Hierba | Mark Philippoussis Patrick Rafter 6–2, 4–6, 7–5             | Sandon Stolle Cyril Suk           | Jonas Björkman Greg Rusedski  | Pete Sampras Jens Knippschild Jérôme Golmard Patrick Rafter       |
| 9 de junio             | Internazionali di Carisbo Bolonia, Italia Series Mundiales ATP Tierra Batida – $303 000         | Félix Mantilla 4–6, 6–2, 6–1                                | Gustavo Kuerten                   | Marzio Martelli Karim Alami   | Alberto Berasategui Hicham Arazi Andrea Gaudenzi Nicolás Lapentti |
| 9 de junio             | Internazionali di Carisbo Bolonia, Italia Series Mundiales ATP Tierra Batida – $303 000         | Gustavo Kuerten Fernando Meligeni 6–2, 7–5                  | Dave Randall Jack Waite           | Marzio Martelli Karim Alami   | Alberto Berasategui Hicham Arazi Andrea Gaudenzi Nicolás Lapentti |
| 16 de junio            | Trofeo Heineken Rosmalen, Países Bajos Series Mundiales ATP $475 000 Hierba                     | Richard Krajicek 6–4, 7–6(9–7)                              | Guillaume Raoux                   | Michael Chang Jonas Björkman  | Francisco Clavet Martin Damm Fernon Wibier Sjeng Schalken         |
| 16 de junio            | Trofeo Heineken Rosmalen, Países Bajos Series Mundiales ATP $475 000 Hierba                     | Jacco Eltingh Paul Haarhuis 6–4, 7–5                        | Trevor Kronemann David Macpherson | Michael Chang Jonas Björkman  | Francisco Clavet Martin Damm Fernon Wibier Sjeng Schalken         |
| 16 de junio            | Abierto de Nottingham Nottingham, Gran Bretaña Series Mundiales ATP $475 000 Hierba             | Richard Krajicek 6–4, 7–6(9–7)                              | Guillaume Raoux                   | Michael Chang Jonas Björkman  | Francisco Clavet Martin Damm Fernon Wibier Sjeng Schalken         |
| 16 de junio            | Abierto de Nottingham Nottingham, Gran Bretaña Series Mundiales ATP $475 000 Hierba             | Jacco Eltingh Paul Haarhuis 6–4, 7–5                        | Trevor Kronemann David Macpherson | Michael Chang Jonas Björkman  | Francisco Clavet Martin Damm Fernon Wibier Sjeng Schalken         |
| 23 de junio 6 de julio | Torneo de Wimbledon Londres, Gran Bretaña Grand Slam $5 445 815 Hierba                          | Pete Sampras 6–4, 6–2, 6–4                                  | Cédric Pioline                    | Todd Woodbridge Michael Stich | Boris Becker Nicolas Kiefer Tim Henman Greg Rusedski              |
| 23 de junio 6 de julio | Torneo de Wimbledon Londres, Gran Bretaña Grand Slam $5 445 815 Hierba                          | Todd Woodbridge Mark Woodforde 7–6(7–4), 7–6(9–7), 5–7, 6–3 | Jacco Eltingh Paul Haarhuis       | Todd Woodbridge Michael Stich | Boris Becker Nicolas Kiefer Tim Henman Greg Rusedski              |
| 23 de junio 6 de julio | Torneo de Wimbledon Londres, Gran Bretaña Grand Slam $5 445 815 Hierba                          | Cyril Suk Helena Suková 4–6, 6–3, 6–4                       | Andrei Olhovskiy Larisa Neiland   | Todd Woodbridge Michael Stich | Boris Becker Nicolas Kiefer Tim Henman Greg Rusedski              |

### Julio
| Semana      | Torneo                                                                                                | Campeones                                       | Finalistas                           | Semifinalistas                   | Cuartos de final                                                       |
| ----------- | --- | ----------------------------------------------- | ------------------------------------ | -------------------------------- | ---------------------------------------------------------------------- |
| 7 de julio  | Abierto Investor de Båstad Bastad, Suecia Series Mundiales ATP $303 000 Tierra Batida                 | Magnus Norman 7–5, 6–2                          | Juan Antonio Marín                   | Carlos Costa Karol Kučera        | Patrik Fredriksson Jeff Tarango Magnus Larsson Tomas Nydahl            |
| 7 de julio  | Abierto Investor de Båstad Bastad, Suecia Series Mundiales ATP $303 000 Tierra Batida                 | Nicklas Kulti Mikael Tillström 6–0, 6–3         | Magnus Gustafsson Magnus Larsson     | Carlos Costa Karol Kučera        | Patrik Fredriksson Jeff Tarango Magnus Larsson Tomas Nydahl            |
| 7 de julio  | Abierto Rado Gstaad, Suiza Series Mundiales ATP $525 000 Tierra Batida                                | Félix Mantilla 6–1, 6–4, 6–4                    | Juan Albert Viloca                   | Wayne Ferreira Àlex Corretja     | Marc Rosset Javier Sánchez Vicario Nicolas Kiefer Alberto Berasategui  |
| 7 de julio  | Abierto Rado Gstaad, Suiza Series Mundiales ATP $525 000 Tierra Batida                                | Yevgeny Kafelnikov Daniel Vacek 4–6, 7–6, 6–3   | Trevor Kronemann Macpherson          | Wayne Ferreira Àlex Corretja     | Marc Rosset Javier Sánchez Vicario Nicolas Kiefer Alberto Berasategui  |
| 7 de julio  | Campeonato de tennis Hall of Fame Tennis Newport, Estados Unidos Series Mundiales ATP $255 000 Hierba | Sargis Sargsian 7–6(7–0), 4–6, 7–5              | Brett Steven                         | Leander Paes Grant Stafford      | Alex Rădulescu Sandon Stolle David Wheaton Mark Woodforde              |
| 7 de julio  | Campeonato de tennis Hall of Fame Tennis Newport, Estados Unidos Series Mundiales ATP $255 000 Hierba | Justin Gimelstob Brett Steven 6–3, 6–4          | Kent Kinnear Aleksandar Kitinov      | Leander Paes Grant Stafford      | Alex Rădulescu Sandon Stolle David Wheaton Mark Woodforde              |
| 14 de julio | Mercedes Cup Stuttgart, Alemania ATP Championship Series $915 000 Tierra Batida                       | Àlex Corretja 6–2, 7–5                          | Karol Kučera                         | Albert Portas Albert Costa       | Félix Mantilla Sergi Bruguera Alberto Berasategui Yevgeny Kafelnikov   |
| 14 de julio | Mercedes Cup Stuttgart, Alemania ATP Championship Series $915 000 Tierra Batida                       | Gustavo Kuerten Fernando Meligeni 6–4, 6–4      | Donald Johnson Francisco Montana     | Albert Portas Albert Costa       | Félix Mantilla Sergi Bruguera Alberto Berasategui Yevgeny Kafelnikov   |
| 14 de julio | Legg Mason Tennis Classic Washington D.C., Estados Unidos ATP Championship Series $550,000 Dura       | Michael Chang 5–7, 6–2, 6–1                     | Petr Korda                           | Brett Steven David Wheaton       | Scott Draper Rainer Schüttler Vincent Spadea Tommy Haas                |
| 14 de julio | Legg Mason Tennis Classic Washington D.C., Estados Unidos ATP Championship Series $550,000 Dura       | Luke Jensen Murphy Jensen 6–4, 6–4              | Neville Godwin Fernon Wibier         | Brett Steven David Wheaton       | Scott Draper Rainer Schüttler Vincent Spadea Tommy Haas                |
| 21 de julio | Infiniti Open Los Ángeles, Estados Unidos Series Mundiales ATP $315 000 Dura                          | Jim Courier 6–4, 6–4                            | Thomas Enqvist                       | Goran Ivanišević Guillaume Raoux | Byron Black Richard Krajicek Mark Philippoussis Kenneth Carlsen        |
| 21 de julio | Infiniti Open Los Ángeles, Estados Unidos Series Mundiales ATP $315 000 Dura                          | Sébastien Lareau Alex O'Brien 7–6, 6–4          | Mahesh Bhupathi Rick Leach           | Goran Ivanišević Guillaume Raoux | Byron Black Richard Krajicek Mark Philippoussis Kenneth Carlsen        |
| 21 de julio | Campeonato Internacional de Croacia Umag, Croacia Series Mundiales ATP Tierra Batida – $375 000       | Félix Mantilla 6–3, 7–5                         | Sergi Bruguera                       | Alberto Martín Carlos Moyá       | Paul Haarhuis Javier Sánchez Vicario Dominik Hrbatý Albert Portas      |
| 21 de julio | Campeonato Internacional de Croacia Umag, Croacia Series Mundiales ATP Tierra Batida – $375 000       | Dinu Pescariu Davide Sanguinetti 7–6, 6–4       | Dominik Hrbatý Karol Kučera          | Alberto Martín Carlos Moyá       | Paul Haarhuis Javier Sánchez Vicario Dominik Hrbatý Albert Portas      |
| 21 de julio | Generali Open Kitzbühel, Austria ATP Championship Series $500,000 Tierra Batida                       | Filip Dewulf 7–6(7–2), 6–4, 6–1                 | Julián Alonso                        | Slava Doseděl Galo Blanco        | Marcelo Filippini Hernán Gumy Stefan Koubek Yevgeny Kafelnikov         |
| 21 de julio | Generali Open Kitzbühel, Austria ATP Championship Series $500,000 Tierra Batida                       | Wayne Arthurs Richard Fromberg 6–4, 6–3         | Thomas Buchmayer Thomas Strengberger | Slava Doseděl Galo Blanco        | Marcelo Filippini Hernán Gumy Stefan Koubek Yevgeny Kafelnikov         |
| 28 de julio | Abierto du Maurier Montreal, Quebec, Canadá ATP Super 9 Dura – $2 050 000                             | Chris Woodruff 7–5, 4–6, 6–3                    | Gustavo Kuerten                      | Michael Chang Yevgeny Kafelnikov | Richard Krajicek Fabrice Santoro Thomas Enqvist Mark Philippoussis     |
| 28 de julio | Abierto du Maurier Montreal, Quebec, Canadá ATP Super 9 Dura – $2 050 000                             | Mahesh Bhupathi Leander Paes 7–6, 6–3           | Sébastien Lareau Alex O'Brien        | Michael Chang Yevgeny Kafelnikov | Richard Krajicek Fabrice Santoro Thomas Enqvist Mark Philippoussis     |
| 28 de julio | Abierto de Países Bajos Ámsterdam, Países Bajos Series Mundiales Tierra batida – $475 000             | Slava Doseděl 7–6(7–4), 7–6(7–5), 6–7(4–7), 6–2 | Carlos Moyá                          | Magnus Norman Marcelo Filippini  | Francisco Clavet Christian Ruud Javier Sánchez Vicario John Van Lottum |
| 28 de julio | Abierto de Países Bajos Ámsterdam, Países Bajos Series Mundiales Tierra batida – $475 000             | Paul Kilderry Nicolás Lapentti 3–6, 7–5, 7–6    | Andrew Kratzmann Libor Pimek         | Magnus Norman Marcelo Filippini  | Francisco Clavet Christian Ruud Javier Sánchez Vicario John Van Lottum |

### Agosto
| Semana                       | Torneo | Campeones                                      | Finalistas                        | Semifinalistas                | Cuartos de final                                                 |
| ---------------------------- | --- | ---------------------------------------------- | --------------------------------- | ----------------------------- | ---------------------------------------------------------------- |
| 4 de agosto                  | Campeonato ATP Great American Insurance Mason, EE. UU. ATP Super 9 Dura – $2 050 000                                  | Pete Sampras 6–3, 6–4                          | Thomas Muster                     | Albert Costa Michael Chang    | Yevgeny Kafelnikov Sergi Bruguera Jan Siemerink Gustavo Kuerten  |
| 4 de agosto                  | Campeonato ATP Great American Insurance Mason, EE. UU. ATP Super 9 Dura – $2 050 000                                  | Todd Woodbridge Mark Woodforde 7–6, 4–6, 6–4   | Mark Philippoussis Patrick Rafter | Albert Costa Michael Chang    | Yevgeny Kafelnikov Sergi Bruguera Jan Siemerink Gustavo Kuerten  |
| 4 de agosto                  | Internazionali di Tennis di San Marino Ciudad de San Marino, San Marino Series Mundiales ATP Tierra Batida – $275 000 | Félix Mantilla 6–4, 6–1                        | Magnus Gustafsson                 | Dominik Hrbatý Carlos Costa   | Christian Ruud Adrian Voinea Javier Sánchez Vicario Andrei Pavel |
| 4 de agosto                  | Internazionali di Tennis di San Marino Ciudad de San Marino, San Marino Series Mundiales ATP Tierra Batida – $275 000 | Cristian Brandi Filippo Messori 7–5, 6–4       | Brandon Coupe David Roditi        | Dominik Hrbatý Carlos Costa   | Christian Ruud Adrian Voinea Javier Sánchez Vicario Andrei Pavel |
| 11 de agosto                 | RCA Championships Indianápolis, Estados Unidos Championship Series $915 000 Dura                                      | Jonas Björkman 6–3, 7–6(7–3)                   | Carlos Moyá                       | Wayne Ferreira Mark Woodforde | Magnus Larsson Jiří Novák Andre Agassi Tommy Ho                  |
| 11 de agosto                 | RCA Championships Indianápolis, Estados Unidos Championship Series $915 000 Dura                                      | Michael Tebbutt Mikael Tillström 6–3, 6–2      | Jonas Björkman Nicklas Kulti      | Wayne Ferreira Mark Woodforde | Magnus Larsson Jiří Novák Andre Agassi Tommy Ho                  |
| 11 de agosto                 | Pilot Pen International New Haven, EE. UU. ATP Championship Series Dura $915 000                                      | Yevgeny Kafelnikov 7–6(7–4), 6–4               | Patrick Rafter                    | Petr Korda Greg Rusedski      | Tim Henman David Wheaton Richard Krajicek Sergi Bruguera         |
| 11 de agosto                 | Pilot Pen International New Haven, EE. UU. ATP Championship Series Dura $915 000                                      | Mahesh Bhupathi Leander Paes 6–4, 6–7, 6–2     | Sébastien Lareau Alex O'Brien     | Petr Korda Greg Rusedski      | Tim Henman David Wheaton Richard Krajicek Sergi Bruguera         |
| 18 de agosto                 | MFS Pro Tennis Championships Boston, EE. UU. Series Mundiales ATP Dura – $303 000                                     | Sjeng Schalken 7–5, 6–3                        | Marcelo Ríos                      | Albert Costa Jeff Tarango     | Àlex Corretja Johan Van Herck Greg Rusedski Hernán Gumy          |
| 18 de agosto                 | MFS Pro Tennis Championships Boston, EE. UU. Series Mundiales ATP Dura – $303 000                                     | Jacco Eltingh Paul Haarhuis 6–4, 6–2           | Dave Randall Jack Waite           | Albert Costa Jeff Tarango     | Àlex Corretja Johan Van Herck Greg Rusedski Hernán Gumy          |
| 25 de agosto 7 de septiembre | Abierto de Estados Unidos Flushing, New York, Estados Unidos Grand Slam $5 152 000 Dura                               | Patrick Rafter 6–3, 6–2, 4–6, 7–5              | Greg Rusedski                     | Jonas Björkman Michael Chang  | Petr Korda Richard Krajicek Magnus Larsson Marcelo Ríos          |
| 25 de agosto 7 de septiembre | Abierto de Estados Unidos Flushing, New York, Estados Unidos Grand Slam $5 152 000 Dura                               | Yevgeny Kafelnikov Daniel Vacek 7–6, 6–3       | Jonas Björkman Nicklas Kulti      | Jonas Björkman Michael Chang  | Petr Korda Richard Krajicek Magnus Larsson Marcelo Ríos          |
| 25 de agosto 7 de septiembre | Abierto de Estados Unidos Flushing, New York, Estados Unidos Grand Slam $5 152 000 Dura                               | Rick Leach Manon Bollegraf 3–6, 7–5, 7–6 (7–3) | Pablo Albano Mercedes Paz         | Jonas Björkman Michael Chang  | Petr Korda Richard Krajicek Magnus Larsson Marcelo Ríos          |

### Septiembre
| Semana           | Torneo                                                                                           | Campeones                                                 | Finalistas                                    | Semifinalistas                       | Cuartos de final                                                    |
| ---------------- | ------------------------------------------------------------------------------------------------ | --------------------------------------------------------- | --------------------------------------------- | ------------------------------------ | ------------------------------------------------------------------- |
| 8 de septiembre  | Bournemouth International Bournemouth, Reino Unido Series Mundiales ATP Tierra batida – $375,000 | Félix Mantilla 6–2, 6–2                                   | Carlos Moyá                                   | Greg Rusedski Marcos Ondruska        | Davide Scala Lucas Arnold Ker Jacobo Díaz Christophe Van Garsse     |
| 8 de septiembre  | Bournemouth International Bournemouth, Reino Unido Series Mundiales ATP Tierra batida – $375,000 | Kent Kinnear Aleksandar Kitinov 7–6, 6–2                  | Beto Martín Chris Wilkinson                   | Greg Rusedski Marcos Ondruska        | Davide Scala Lucas Arnold Ker Jacobo Díaz Christophe Van Garsse     |
| 8 de septiembre  | Torneo de Marbella Marbella, España Series Mundiales Tierra batida – $303,000                    | Albert Costa 6–3, 6–2                                     | Alberto Berasategui                           | Galo Blanco Dominik Hrbatý           | Andrea Gaudenzi Francisco Roig Karim Alami Julian Alonso            |
| 8 de septiembre  | Torneo de Marbella Marbella, España Series Mundiales Tierra batida – $303,000                    | Karim Alami Julián Alonso 4–6, 6–3, 6–0                   | Alberto Berasategui Jordi Burillo             | Galo Blanco Dominik Hrbatý           | Andrea Gaudenzi Francisco Roig Karim Alami Julian Alonso            |
| 8 de septiembre  | President's Cup Taskent, Uzbekistán Series Mundiales ATP $328,000 Dura                           | Tim Henman 7–6(7–2), 6–4                                  | Marc Rosset                                   | Yevgeny Kafelnikov Francisco Clavet  | Andrei Stoliarov Hicham Arazi Javier Sánchez Vicario Vincent Spadea |
| 8 de septiembre  | President's Cup Taskent, Uzbekistán Series Mundiales ATP $328,000 Dura                           | Vincenzo Santopadre Vincent Spadea 6–4, 6–7, 6–0          | Hicham Arazi Eyal Ran                         | Yevgeny Kafelnikov Francisco Clavet  | Andrei Stoliarov Hicham Arazi Javier Sánchez Vicario Vincent Spadea |
| 15 de septiembre | Copa Davis Semifinales Washington D. C., Estados Unidos– dura Norrköping, Suecia – Moqueta       | Ganadores de la semifinal Estados Unidos 4–1 · Suecia 4–1 | Perdedores de la semifinal Australia · Italia |                                      |                                                                     |
| 22 de septiembre | Copa Grand Slam Múnich, Alemania Copa Grand Slam(ITF) Dura – $6,000,000                          | Pete Sampras 6–2, 6–4, 7–5                                | Patrick Rafter                                | Greg Rusedski Petr Korda             | Jonas Björkman Yevgeny Kafelnikov Cédric Pioline Marcelo Ríos       |
| 22 de septiembre | Grand Prix de Toulouse Toulouse, Francia Series Mundiales ATP Dura – $375,000                    | Nicolas Kiefer 7–5, 5–7, 6–4                              | Mark Philippoussis                            | Vincent Spadea Alex Rădulescu        | Justin Gimelstob Arnaud Clément Tommy Haas Guillaume Raoux          |
| 22 de septiembre | Grand Prix de Toulouse Toulouse, Francia Series Mundiales ATP Dura – $375,000                    | Jacco Eltingh Paul Haarhuis 6–3, 7–6                      | Jean-Philippe Fleurian Max Mirnyi             | Vincent Spadea Alex Rădulescu        | Justin Gimelstob Arnaud Clément Tommy Haas Guillaume Raoux          |
| 22 de septiembre | Connex Open Bucarest, Rumanía Series Mundiales ATP Tierra Batida – $475,000                      | Richard Fromberg 6–1, 7–6(7–2)                            | Andrea Gaudenzi                               | Marc-Kevin Goellner Francisco Clavet | Carlos Costa Nicolás Lapentti Albert Portas Javier Sánchez Vicario  |
| 22 de septiembre | Connex Open Bucarest, Rumanía Series Mundiales ATP Tierra Batida – $475,000                      | Luis Lobo Javier Sánchez Vicario 7–5, 7–5                 | Hendrik Jan Davids Daniel Orsanic             | Marc-Kevin Goellner Francisco Clavet | Carlos Costa Nicolás Lapentti Albert Portas Javier Sánchez Vicario  |
| 29 de septiembre | Abierto Nokia de Shanghai Shanghái, China Series Mundiales ATP Dura – $303,000                   | Jim Courier 7–6(12–10), 3–6, 6–3                          | Magnus Gustafsson                             | Thomas Johansson Kenneth Carlsen     | Ján Krošlák Gianluca Pozzi Byron Black Alex O'Brien                 |
| 29 de septiembre | Abierto Nokia de Shanghai Shanghái, China Series Mundiales ATP Dura – $303,000                   | Mahesh Bhupathi Leander Paes 7–5, 7–6                     | Jim Courier Alex O'Brien                      | Thomas Johansson Kenneth Carlsen     | Ján Krošlák Gianluca Pozzi Byron Black Alex O'Brien                 |
| 29 de septiembre | Davidoff Swiss Indoors Basilea, Suiza Series Mundiales ATP Moqueta – $975,000                    | Greg Rusedski 6–3, 7–6(8–6), 7–6(7–3)                     | Mark Philippoussis                            | Tim Henman Petr Korda                | Yevgeny Kafelnikov Magnus Norman Thomas Enqvist Lionel Roux         |
| 29 de septiembre | Davidoff Swiss Indoors Basilea, Suiza Series Mundiales ATP Moqueta – $975,000                    | Tim Henman Marc Rosset 7–6, 6–7, 7–6                      | Karsten Braasch Jim Grabb                     | Tim Henman Petr Korda                | Yevgeny Kafelnikov Magnus Norman Thomas Enqvist Lionel Roux         |
| 29 de septiembre | Campionati Internazionali di Sicilia Palermo, Italia Series Mundiales Tierra batida              | Alberto Berasategui 6–4, 6–2                              | Dominik Hrbatý                                | Àlex Corretja Javier Sánchez Vicario | Francisco Clavet Albert Portas Marcelo Filippini Karim Alami        |
| 29 de septiembre | Campionati Internazionali di Sicilia Palermo, Italia Series Mundiales Tierra batida              | Andrew Kratzmann Libor Pimek 3–6, 6–3, 7–6                | Hendrik Jan Davids Daniel Orsanic             | Àlex Corretja Javier Sánchez Vicario | Francisco Clavet Albert Portas Marcelo Filippini Karim Alami        |

### Octubre
| Semana        | Torneo                                                                                          | Campeones                                          | Finalistas                         | Semifinalistas                     | Cuartos de final                                                    |
| ------------- | ----------------------------------------------------------------------------------------------- | -------------------------------------------------- | ---------------------------------- | ---------------------------------- | ------------------------------------------------------------------- |
| 6 de octubre  | Abierto Heineken de Singapore Singapur ATP Championship Series Dura – $550,000                  | Magnus Gustafsson 4–6, 6–3, 6–3                    | Nicolas Kiefer                     | Thomas Johansson Mikael Tillström  | Jonathan Stark Jim Courier Martin Damm Marcelo Ríos                 |
| 6 de octubre  | Abierto Heineken de Singapore Singapur ATP Championship Series Dura – $550,000                  | Mahesh Bhupathi Leander Paes 6–4, 6–4              | Rick Leach Jonathan Stark          | Thomas Johansson Mikael Tillström  | Jonathan Stark Jim Courier Martin Damm Marcelo Ríos                 |
| 6 de octubre  | CA-TennisTrophy Viena, Austria ATP Championship Series Moqueta – $800,000                       | Goran Ivanišević 3–6, 6–7(4–7), 7–6(7–4), 6–2, 6–3 | Greg Rusedski                      | Tim Henman Richard Krajicek        | Karol Kučera Todd Martin Bohdan Ulihrach Magnus Larsson             |
| 6 de octubre  | CA-TennisTrophy Viena, Austria ATP Championship Series Moqueta – $800,000                       | Ellis Ferreira Patrick Galbraith 6–3, 6–4          | Marc-Kevin Goellner David Prinosil | Tim Henman Richard Krajicek        | Karol Kučera Todd Martin Bohdan Ulihrach Magnus Larsson             |
| 13 de octubre | Gran Premio de Tenis de Lyon Lyon, Francia Series Mundiales ATP Moqueta – $725,000              | Karol Kučera 6–2 retired                           | Magnus Norman                      | Goran Ivanišević Thomas Muster     | Jiří Novák Bohdan Ulihrach Diego Nargiso Sergi Bruguera             |
| 13 de octubre | Gran Premio de Tenis de Lyon Lyon, Francia Series Mundiales ATP Moqueta – $725,000              | Jiří Novák David Rikl 6–2, 6–4                     | Donald Johnson Francisco Montana   | Goran Ivanišević Thomas Muster     | Jiří Novák Bohdan Ulihrach Diego Nargiso Sergi Bruguera             |
| 13 de octubre | IPB Czech Indoor Ostrava, República Checa Series Mundiales de ATP Moqueta (i) – $975,000        | Andre Agassi 6–2, 3–6, 6–3                         | Ján Krošlák                        | Thomas Enqvist Wayne Black         | Nicklas Kulti Andréi Medvédev Martin Damm Thomas Johansson          |
| 13 de octubre | IPB Czech Indoor Ostrava, República Checa Series Mundiales de ATP Moqueta (i) – $975,000        | Nicolas Kiefer David Prinosil 6–4, 6–3             | David Adams Pavel Vízner           | Thomas Enqvist Wayne Black         | Nicklas Kulti Andréi Medvédev Martin Damm Thomas Johansson          |
| 20 de octubre | Eurocard Open Stuttgart, Alemania ATP Super 9 Dura – $2,050,000                                 | Petr Korda 7–6(8–6), 6–2, 6–4                      | Richard Krajicek                   | Jonas Björkman Patrick Rafter      | Magnus Larsson Nicolas Kiefer Todd Martin Marcelo Ríos              |
| 20 de octubre | Eurocard Open Stuttgart, Alemania ATP Super 9 Dura – $2,050,000                                 | Todd Woodbridge Mark Woodforde 6–3, 6–3            | Rick Leach Jonathan Stark          | Jonas Björkman Patrick Rafter      | Magnus Larsson Nicolas Kiefer Todd Martin Marcelo Ríos              |
| 20 de octubre | Abierto Mexicano de Tenis México D,F,, México Series Mundiales ATP Tierra batida – $305,000     | Francisco Clavet 6–4, 7–6(9–7)                     | Juan Albert Viloca                 | Nicolás Lapentti Fernando Meligeni | André Sá Emilio Benfele Álvarez Lucas Arnold Ker Juan Antonio Marín |
| 20 de octubre | Abierto Mexicano de Tenis México D,F,, México Series Mundiales ATP Tierra batida – $305,000     | Nicolás Lapentti Daniel Orsanic 4–6, 6–3, 7–6      | Luis Herrera Mariano Sánchez       | Nicolás Lapentti Fernando Meligeni | André Sá Emilio Benfele Álvarez Lucas Arnold Ker Juan Antonio Marín |
| 27 de octubre | Abierto de París París, Francia ATP Super 9 Moqueta - $2,300,000                                | Pete Sampras 6–3, 4–6, 6–3, 6–1                    | Jonas Björkman                     | Yevgeny Kafelnikov Thomas Enqvist  | Thomas Muster Greg Rusedski Richard Krajicek Guillaume Raoux        |
| 27 de octubre | Abierto de París París, Francia ATP Super 9 Moqueta - $2,300,000                                | Jacco Eltingh Paul Haarhuis 6–2, 7–6               | Rick Leach Jonathan Stark          | Yevgeny Kafelnikov Thomas Enqvist  | Thomas Muster Greg Rusedski Richard Krajicek Guillaume Raoux        |
| 27 de octubre | Abierto Cerveza Club de Colombia Bogotá, Colombia Series Mundiales ATP Tierra batida – $303,000 | Francisco Clavet 6–3, 6–3                          | Nicolás Lapentti                   | Davide Sanguinetti Vincent Spadea  | Emilio Benfele Álvarez Jordi Burillo Carlos Costa Fernando Meligeni |
| 27 de octubre | Abierto Cerveza Club de Colombia Bogotá, Colombia Series Mundiales ATP Tierra batida – $303,000 | Luis Lobo Fernando Meligeni 6–1, 6–3               | Karim Alami Maurice Ruah           | Davide Sanguinetti Vincent Spadea  | Emilio Benfele Álvarez Jordi Burillo Carlos Costa Fernando Meligeni |

### Noviembre
| Semana          | Torneo                                                                                  | Campeones                                         | Finalistas                       | Semifinalistas                                                 | Cuartos de final                                                                               |
| --------------- | --------------------------------------------------------------------------------------- | ------------------------------------------------- | -------------------------------- | -------------------------------------------------------------- | ---------------------------------------------------------------------------------------------- |
| 3 de noviembre  | Copa Kremlin Moscú, Rusia Series Mundiales ATP $1,125,000 Dura (i)                      | Yevgeny Kafelnikov 7–6(7–2), 6–4                  | Petr Korda                       | Daniel Nestor Wayne Black                                      | Sargis Sargsian Martin Damm Daniel Vacek Alex O'Brien                                          |
| 3 de noviembre  | Copa Kremlin Moscú, Rusia Series Mundiales ATP $1,125,000 Dura (i)                      | Martin Damm Cyril Suk 6–4, 6–3                    | David Adams Fabrice Santoro      | Daniel Nestor Wayne Black                                      | Sargis Sargsian Martin Damm Daniel Vacek Alex O'Brien                                          |
| 3 de noviembre  | Abierto Scania de Estocolmo Estocolmo, Suecia Series Mundiales ATP $800,000 Dura (i)    | Jonas Björkman 3–6, 7–6(7–2), 6–2, 6–4            | Jan Siemerink                    | Patrick Rafter Greg Rusedski                                   | Tim Henman Karol Kučera Cédric Pioline Magnus Larsson                                          |
| 3 de noviembre  | Abierto Scania de Estocolmo Estocolmo, Suecia Series Mundiales ATP $800,000 Dura (i)    | Marc-Kevin Goellner Richey Reneberg 6–3, 3–6, 7–6 | Ellis Ferreira Patrick Galbraith | Patrick Rafter Greg Rusedski                                   | Tim Henman Karol Kučera Cédric Pioline Magnus Larsson                                          |
| 3 de noviembre  | Chevrolet Cup Santiago, Chile Series Mundiales ATP Tierra batida – $303,000             | Julian Alonso 6–2, 6–1                            | Marcelo Ríos                     | Marcelo Filippini Jordi Burillo                                | Fernando Meligeni Radomír Vašek Mariano Puerta Oliver Gross                                    |
| 3 de noviembre  | Chevrolet Cup Santiago, Chile Series Mundiales ATP Tierra batida – $303,000             | Hendrik Jan Davids Andrew Kratzmann 7–6, 5–7, 6–4 | Julian Alonso Nicolás Lapentti   | Marcelo Filippini Jordi Burillo                                | Fernando Meligeni Radomír Vašek Mariano Puerta Oliver Gross                                    |
| 10 de noviembre | Campeonato Mundial ATP Tour Hanover, Alemania Copa Masters Dura – $3,300,000            | Pete Sampras 6–3, 6–2, 6–2                        | Yevgeny Kafelnikov               | Jonas Björkman Carlos Moyá                                     | Round robin Patrick Rafter Greg Rusedski Thomas Muster Sergi Bruguera Tim Henman Michael Chang |
| 16 de noviembre | Campeonato Mundial ATP Tour de dobles Hanover, Alemania Copa Masters Moqueta – $500,000 | Rick Leach Jonathan Stark 6–3, 6–4, 7–6(7–3)      | Mahesh Bhupathi Leander Paes     | Todd Woodbridge / Mark Woodforde Jacco Eltingh / Paul Haarhuis | Todd Woodbridge / Mark Woodforde Jacco Eltingh / Paul Haarhuis                                 |
| 30 de noviembre | Copa Davis Final Gotemburgo, Suecia – Moqueta                                           | Suecia · 5–0                                      | Estados Unidos                   |                                                                |                                                                                                |